# Piz Palü
De Piz Palü is een 3899 meter hoge berg op de grens van het Zwitserse kanton Graubünden en de Italiaanse provincie Sondrio. De berg maakt deel uit van het Berninamassief dat tot de Rätische Alpen behoort.
Kenmerken voor de berg zijn de drie graten Kuffner, Bumiller en Zuppert aan de noordzijde die naar de subtoppen leiden. Aan deze zijde ligt ook de Persgletsjer, de belangrijkste aftakking van de Morteratschgletsjer.
Uitgangspunt voor de beklimming van de berg is de berghut Chamanna da Diavolezza die met een kabelbaan te bereiken is vanaf de Bernina Suot aan de Berninapasweg. De Piz Palü werd in 1866 voor de eerste maal beklommen door M.E. Digby en P. Jenny.